# Nycterosea gemmata
Nycterosea gemmata là một loài bướm đêm trong họ Geometridae.